# 朱程 (1910年)
朱程（1910年—1943年9月28日），字公行，浙江苍南矾山镇内山人。八路军军事将领。

## 生平

### 早年经历
早年就读温州商业学校，1929年毕业于黄埔军校第六期。1930年在德州教导队任见习教官时，因参与反对蒋介石的活动被捕入狱。1931年出狱后到平阳，执教于麻步鳌峰小学，受到共产党人叶廷鹏影响。
鳌峰小学被豪绅等捣毁后，遂南下广州。后到南京，在津浦路警察行政督察总署任科员。开始协助中共秘密活动。1933年冬，朱程被津浦铁路局派往日本东京铁道学院留学。在此期间，他把《日本政治机构与军部制霸之基础》译成中文，在上海出版。1934年5月，朱程提前回国，到太原被张荫梧聘为地形和土木工程教官。

### 抗日战争时期
七七事变后，张荫梧建立河北民军，朱程先后任民军十大队大队长、十一大队大队长、民军晋冀豫边区办事处处长兼民军四团团长。1939年春，朱程加强与中共领导的冀西游击支队联系。6月15日晚，朱程由陵川县率领部分官兵回团部时，在北店村附近被张荫梧密令的民军第五旅吴嘉模部包围，后脱险。
1939年8月，八路军将民军四团改为华北抗日民军，朱程任司令员。9月，经朱德、闻允志介绍，加入中国共产党。1939年10月，朱程组织狮山伏击战，消灭日军百余人。此后又参加磁武涉林战役。1940年2月，华北抗日民军编入八路军第二纵队，为华北抗日民军第一旅，朱程任旅长。1940年3月，率部越过平汉路到达晋鲁豫平原，兼任第一军分区司令员。1942年调任冀鲁豫军区第五军分区司令员。1943年9月21日，日军联合伪军1万余人，从济宁、徐州、新乡等地出动，对湖西、鲁西南地区进行大规模扫荡。朱程和鲁西南专署专员袁复荣，率部在曹县南部黄河故道一线与日军交战。9月28日，部队转移到王厂村，突遭日伪军合围。朱程、袁复荣率民军一团、骑兵连交战至黄昏，因寡不敌众，多次突围均未成功后阵亡。

## 纪念
为纪念在这场战斗中牺牲的朱程和袁复荣，1945年9月，在曹县东南青集设立复程县，取“复”、“程”二字。1955年撤销，分别划归曹县和单县。2012年11月19日，由CCTV6、八一电影制片厂联合出品的电影《朱程浴血冀鲁豫》在温州举行首映式。